# Waver
Waver (52° 15′ N, 4° 55′ L) é uma cidade dos Países Baixos, na província de Holanda do Norte. Waver pertence ao município de Ouder-Amstel, e está situada a 13 km, a sul de Amsterdam.